# Hr.Ms. Valk (1942)
Hr.Ms. Valk (MTB 204) ook bekend als Hr.Ms. MTB 204 was een Nederlandse motortorpedoboot. Het schip werd tijdens de Tweede Wereldoorlog, direct uit de bouwlijn bij de Britse scheepswerf Vosper uit Portsmouth, van de Britten gekocht.2 De Valk werd samen met de Arend, Sperwer en de Buizerd gekocht voor 100.000 Britse ponden. Het bedrag was volledig afkomstig uit het Prins Bernhardfonds. De Valk maakte deel uit van het 9e M.T.B.-flottielje dat eerst onder Brits en later onder Nederlands commando stond. Tijdens de Tweede Wereldoorlog voerde de Valk patrouilles uit op Het Kanaal.
In de nacht van 26 op 27 september 1943 was de Valk samen met de Kemphaan en Stormvogel betrokken bij de succesvolste actie van de Nederlands motortorpedoboten. Bij deze actie werd op vijftien zeemijl ten zuiden van Boulogne-sur-Mer en ongeveer één zeemijl uit de Franse kust een Duits konvooi aangevallen. Bij deze aanval wisten de Nederlandse motortorpedoboten de drie vijandige schepen tot zinken te brengen namelijk het patrouilleschip V 1501 en de transportschepen Madali (3.019 ton) en Jungingen (800 ton).
De uitdienststelling van het schip op 16 december 1944 was een gevolg van het overplaatsen van manschappen van de motortorpedobootdienst naar de havendetachementen in bevrijd Nederland. Ruim een jaar later in februari 1946 werd het schip verkocht.